# (23701) Liqibin
(23701) Liqibin est un astéroïde de la ceinture principale.

## Description
(23701) Liqibin est un astéroïde de la ceinture principale. Il fut découvert le 3 août 1997 à la station de Xinglong par le programme Beijing Schmidt CCD Asteroid Program. Il présente une orbite caractérisée par un demi-grand axe de 3,10 UA, une excentricité de 0,17 et une inclinaison de 1,5° par rapport à l'écliptique.

## Compléments